# Bescar
Bescar – osada w Anglii, w hrabstwie Lancashire. Leży 22 km od miasta Preston, 49,2 km od miasta Lancaster i 302,3 km od Londynu. W 2016 miejscowość liczyła 547 mieszkańców.